# Limnonectes dammermani
Limnonectes dammermani es una especie de anfibio anuro del género Limnonectes de la familia Dicroglossidae.

## Distribución geográfica
Es endémica de Lombok, Sumbawa y Flores, en las islas menores de la Sonda, hasta por lo menos 1.200 m s. n. m.
Hay poca información reciente sobre esta especie debido a la falta de investigación en el área en los últimos 30 años. Es probable que su área de distribución sea más amplia que lo que indican los registros actuales.